# Топ-модель по-українськи
Топ-модель по-українськи — українське реаліті-шоу про модельний бізнес, адаптація формату Next Top Model. Транслювалося на «Новому каналі» у 2017–2020 роках. До ребрендингу проєкт носив назву «Супермодель по-українськи», що виходив у 2014–2016 роках і був створений на основі іспанського реаліті-шоу Supermodelo.
У шоу бере участь група молодих конкурсантів з України, які змагаються між собою, виконуючи різноманітні завдання, пов'язані з моделінгом. Переможець отримує титул нової української топмоделі та підписує контракт із модельним агентством.

## Журі
Конкурс організувала супермодель Алла Костромічова. У першому сезоні до складу журі входили ведуча Алла Костромічова разом з Сергієм Нікітюком, Сонею Плакидюк і Річардом Горном. В четвертому сезоні (2017) замість Річарда Горна в журі працює Костянтин Боровський. У 6 сезоні (2019) проєкт залишив Костя Боровський . В шостому сезоні (2019) замість Констянтина Боровського в журі працює Володимир Демчинський  [Архівовано 25 березня 2019 у Wayback Machine.].
| Журі                  | Сезон    | Сезон    | Сезон    | Сезон    | Сезон    | Сезон    | Сезон    |
| Журі                  | 1 (2014) | 2 (2015) | 3 (2016) | 4 (2017) | 5 (2018) | 6 (2019) | 7 (2020) |
| --------------------- | -------- | -------- | -------- | -------- | -------- | -------- | -------- |
| Алла Костромічова     | Ведуча   | Ведуча   | Ведуча   | Ведуча   | Ведуча   | Ведуча   | Ведуча   |
| Сергій Нікітюк        | Журі     | Журі     | Журі     | Журі     | Журі     | Журі     | Журі     |
| Соня Плакидюк         | Журі     | Журі     | Журі     | Журі     | Журі     | Журі     | Журі     |
| Річард Горн           | Журі     | Журі     | Журі     |          |          |          |          |
| Костянтин Боровський  |          |          |          | Журі     | Журі     |          |          |
| Володимир Демчинський |          |          |          |          |          | Журі     |          |

## Фіналісти сезонів
- Команда Річарда
- Команда Соні
- Команда Сергія
- Команда Костянтина
- Команда Володимира
- Без команди

| Учасник(ця)           | Сезон       | Сезон       | Сезон       | Сезон      | Сезон       | Сезон       | Сезон       |
| Учасник(ця)           | 1 (2014)    | 2 (2015)    | 3 (2016)    | 4 (2017)   | 5 (2018)    | 6 (2019)    | 7 (2020)    |
| --------------------- | ----------- | ----------- | ----------- | ---------- | ----------- | ----------- | ----------- |
| Альона Рубан          | Переможниця |             |             |            |             |             |             |
| Владислава Печеріцина | Фіналістка  |             |             |            |             |             |             |
| Тетяна Брик           | Фіналістка  |             |             |            |             |             |             |
| Аліна Панюта          |             | Переможниця |             |            |             |             |             |
| Вікторія Маремуха     |             | Фіналістка  |             |            |             |             |             |
| Аріна Любітєлєва      |             | Фіналістка  |             |            |             |             |             |
| Марія Гребенюк        |             |             | Переможниця |            |             |             |             |
| Дар'я Майстренко      |             |             | Фіналістка  |            |             |             |             |
| Світлана Косовська    |             |             | Фіналістка  |            |             |             |             |
| Самвел Туманян        |             |             |             | Переможець |             |             |             |
| Вікторія Рогальчук    |             |             |             | Фіналістка |             |             |             |
| Святослав Бойко       |             |             |             | Фіналіст   |             |             |             |
| Яна Кутішевська       |             |             |             |            | Переможниця |             |             |
| Катерина Польченко    |             |             |             |            | Фіналістка  |             |             |
| Дмитро Сукач          |             |             |             |            | Фіналіст    |             |             |
| Мальвіна Чукля        |             |             |             |            |             | Переможниця |             |
| Наташа Масловська     |             |             |             |            |             | Фіналістка  |             |
| Катерина Куліченко    |             |             |             |            |             | Фіналістка  |             |
| Тетяна Брик           |             |             |             |            |             |             | Переможниця |
| Дар'я Майстренко      |             |             |             |            |             |             | Фіналістка  |
| Олександра Літвін     |             |             |             |            |             |             | Фіналістка  |

## Сезони
| Сезон | Період трансляції                               | Переможець      | Фіналіст                           | Вибули | Кількість учасників | Ведуча            | Журі                                                 | Знімання за кордоном               |
| ----- | ----------------------------------------------- | --------------- | ---------------------------------- | --- | ------------------- | ----------------- | ---------------------------------------------------- | ---------------------------------- |
| 1     | З 29 серпня 2014 рік - по 28 листопада 2014 рік | Альона Рубан    | Владислава Печеріцина              | Тетяна Брик, Карина Данилова, Анна-Христина Приходько, Владислава Роговенко, Валерія Кошерієва, Анна Нагорна, Ірина Журавльова, Дарина Табачник, Карина Мінаєва, Яна Грибачова, Анастасія Морозова, Дебора Леонова, Олена Радченко.                                                                                  | 15                  | Алла Костромічова | Сергій Нікітюк, Соня Плакидюк, Річард Горн           | Париж Прованс Івлін                |
| 2     | 28 серпня 2015 рік — по 4 грудня 2015 рік       | Аліна Панюта    | Вікторія Маремуха                  | Аріна Любітєлєва, Валерія Мірошниченко, Анна Суліма, Карина Заболотна, Анастасія Пушня, Ніна Крохмалюк, Нантіна Дрончак, Анастасія Тронько, Катерина Коханова, Марина Кір'якова, Марія Парсенюк, Катерина Лисенко, Катерина Юсупова, Світлана Мелашуч.                                                               | 16                  | Алла Костромічова | Сергій Нікітюк, Соня Плакидюк, Річард Горн           | Немає                              |
| 3     | 26 серпня 2016 рік - по 2 грудня 2016 рік       | Марія Гребенюк  | Дар'я Майстренко                   | Світлана Косовська, Катерина Свинарчук, Олександра Літвін, Олександра Кугат, Юлія Мочалова, Ірина Ротар, Емі Грейс, Аліна Міляєва, Ольга Голуб, Юлія Чорнобиль, Анна Тихомирова, Вікторія Глоба, Юлія Щедріна. | 15                  | Алла Костромічова | Сергій Нікітюк, Соня Плакидюк, Річард Горн           | Мюнхен                             |
| 4     | З 1 вересня 2017 рік - по 29 грудня 2017 рік    | Самвел Туманян  | Вікторія Рогальчук                 | Святослав Бойко, Реван Палюх, Олена Феофанова, Сергій Пістрий, Марія Шевченко, Дмитро Харламов, Анастасія Гладченко, Данило Золотов, Максим Сосновський, Ірина Мойсак, Катерина Пригода, Єлизавета Доронько, Анастасія Панова, Владислав Дунаєв, Михайло Кухарчук, Ірина Симчич, Дмитро Заболотський, Карина Крилюк. | 20                  | Алла Костромічова | Сергій Нікітюк, Соня Плакидюк, Констянтин Боровський | Амстердам                          |
| 5     | З 31 серпня 2018 рік - по 28 грудня 2018 рік    | Яна Кутішевська | Катерина Польченко                 | Дмитро Сукач, Юлія Дихан, Єгор Степаненко, Максим Осадчук, Дмитро Топоринський, Ярослава Крутова, Денис Ковальов, Анна Троян, Софі Беридзе, Сергій Гердов, Аліса Головньова, Іван Кияниця, Езеджі Джонсон Ннамді. | 15                  | Алла Костромічова | Сергій Нікітюк, Соня Плакидюк, Констянтин Боровський | Афіни                              |
| 6     | З 30 серпня 2019 рік - по 27 грудня 2019 рік    | Мальвіна Чукля  | Наташа Масловська                  | Катерина Куліченко, Катерина Чечеленко, Дарина Герасимчук, Анастасія Руда, Юлія Біньковська, Аміна Досімбаєва, Єлизавета Безкровна, Маргарита Верховцева, Ярина Самарик, Анастасія Лєухіна, Марія Міхєєва, Наталія Савченко, Анастасія Лазарєва, Дарина Дідович, Карина Дячук.                                       | 17                  | Алла Костромічова | Сергій Нікітюк, Соня Плакидюк, Володимир Демчинський | Анталія Денізлі Каппадокія Стамбул |
| 7     | З 16 жовтня 2020 рік - по 18 грудня 2020 рік    | Тетяна Брик     | Дарія Майстренко Олександра Литвин | Ірина Мойсак, Аріна Любітієва, Маргарита Верхоцева, Олександра Кугат, Аміна Досімбаєва, Вікторія Рогальчук, Софі Берідзе, Ірина Ротар, Анастасія Панова, Анастасія Леухіна, Катерина Чечеленко, Анна-Христина Приходько, Анна Суліма, Карина Данилова, Карина Мінаєва, Єлизавета Доронько, Катерина Свинарчук.       | 20                  | Алла Костромічова | Сергій Нікітюк, Соня Плакидюк                        | Немає                              |

## Супермодель по-українськи 1 сезон
- Переможниця
- 2 місце
- 3 місце
- Вибули

| Учасниця                | Рідне місто     | Вік | Зріст   | Місце |
| ----------------------- | --------------- | --- | ------- | ----- |
| Альона Рубан            | Дніпропетровськ | 19  | 1.76 м. | 1     |
| Владислава Печерицина   | Дружківка       | 17  | 1.74 м. | 2     |
| Тетяна Брик             | Миколаїв        | 16  | 1.78 м. | 3     |
| Карина Данилова         | Кривий Ріг      | 20  | 1.75 м. | 4     |
| Анна-Христина Прихідько | Львів           | 18  | 1.75 м. | 5     |
| Владислава Роговенко    | Дніпропетровськ | 19  | 1.57 м. | 6     |
| Валерія Кошерієва       | Миколаїв        | 19  | 1.77 м. | 7     |
| Анна Нагорна            | Харків          | 20  | 1.75 м. | 8     |
| Ірина Журавльова        | Алушта          | 17  | 1.73 м. | 9     |
| Дарина Табачник         | Буча            | 22  | 1.80 м. | 10    |
| Карина Мінаєва          | Ромашкине       | 23  | 1.76 м. | 11    |
| Яна Грибачова           | Одеса           | 16  | 1.75 м. | 12/13 |
| Анастасія Морозова      | Київ            | 16  | 1.74 м. | 12/13 |
| Дебора Леонова          | Одеса           | 27  | 1.76 м. | 14    |
| Олена Радченко          | Донецьк         | 19  | 1.69 м. | 15    |

### Випуски
- Учасниця вибула за своїм бажанням

| Альона        | Кастинг | Пройшла | Пройшла  | Пройшла  | Пройшла  | Пройшла  | Пройшла  | Пройшла   | Пройшла | Пройшла  | Пройшла | Імунітет | Пройшла | Пройшла | 1 місце |  |  |  |
| Владислава П. | Кастинг | Пройшла | Пройшла  | Пройшла  | Пройшла  | Пройшла  | Пройшла  | Пройшла   | Пройшла | Пройшла  | Пройшла | Пройшла  | Пройшла | Пройшла | 2 місце |  |  |  |
| Тетяна        | Кастинг | Пройшла | Пройшла  | Пройшла  | Пройшла  | Пройшла  | Пройшла  | Пройшла   | Пройшла | Пройшла  | Пройшла | Пройшла  | Пройшла | Пройшла | 3 місце |  |  |  |
| Карина Д.     | Кастинг | Пройшла | Пройшла  | Пройшла  | Пройшла  | Пройшла  | Пройшла  | Пройшла   | Пройшла | Пройшла  | Пройшла | Пройшла  | Пройшла | Вибула  |         |  |  |  |
| Анна-Христина | Кастинг | Пройшла | Пройшла  | Пройшла  | Пройшла  | Пройшла  | Пройшла  | Пройшла   | Пройшла | Імунітет | Пройшла | Пройшла  | Вибула  |         |         |  |  |  |
| Владислава Р. | Кастинг | Пройшла | Пройшла  | Пройшла  | Пройшла  | Пройшла  | Імунітет | Пройшла   | Пройшла | Пройшла  | Пройшла | Вибула   |         |         |         |  |  |  |
| Валерія       | Кастинг | Пройшла | Пройшла  | Імунітет | Пройшла  | Пройшла  | Пройшла  | Пройшла   | Пройшла | Пройшла  | Вибула  |          |         |         |         |  |  |  |
| Анна          | Кастинг | Пройшла | Імунітет | Пройшла  | Пройшла  | Імунітет | Пройшла  | Пройшла   | Пройшла | Вибула   |         |          |         |         |         |  |  |  |
| Ірина         | Кастинг | Пройшла | Пройшла  | Пройшла  | Імунітет | Пройшла  | Пройшла  | Врятована | Вибула  |          |         |          |         |         |         |  |  |  |
| Дарина        | Кастинг | Пройшла | Пройшла  | Пройшла  | Пройшла  | Вибула   |          |           |         |          |         |          |         |         |         |  |  |  |
| Карина М.     | Кастинг | Пройшла | Пройшла  | Пройшла  | Вибула   |          |          |           |         |          |         |          |         |         |         |  |  |  |
| Яна           | Кастинг | Пройшла | Пройшла  | Вибула   |          |          |          |           |         |          |         |          |         |         |         |  |  |  |
| Анастасія     | Кастинг | Пройшла | Пройшла  | Вибула   |          |          |          |           |         |          |         |          |         |         |         |  |  |  |
| Дебора        | Кастинг | Пройшла | Вибула   |          |          |          |          |           |         |          |         |          |         |         |         |  |  |  |
| Олена         | Кастинг | Вибула  |          |          |          |          |          |           |         |          |         |          |         |         |         |  |  |  |

## Супермодель по-українськи 2 сезон
- Переможниця
- 2 місце
- 3 місце
- Вибули

| Учасниця             | Рідне місто         | Вік | Зріст   | Місце |
| -------------------- | ------------------- | --- | ------- | ----- |
| Аліна Панюта         | Горішні Плавні      | 16  | 1.85 м. | 1     |
| Вікторія Маремуха    | Жмеринка            | 25  | 1.66 м. | 2     |
| Аріна Любітєлєва     | Кривий Ріг          | 17  | 1.80 м. | 3     |
| Валерія Мирошниченко | Суми                | 19  | 1.75 м. | 4     |
| Анна Суліма          | Кривий Ріг          | 17  | 1.72 м. | 5     |
| Карина Заболотна     | Хмельницький        | 19  | 1.72 м. | 6     |
| Анастасія Пушня      | Кривий Ріг          | 21  | 1.77 м. | 7     |
| Ніна Крохмалюк       | Вінниця             | 20  | 1.76 м. | 8     |
| Нантіна Дрончак      | Вінниця             | 19  | 1.75 м. | 9-10  |
| Анастасія Тронько    | Суми                | 19  | 1.74 м. | 9-10  |
| Катерина Коханова    | Одеса               | 16  | 1.70 м. | 11    |
| Марина Кір'якова     | Одеса               | 25  | 1.71 м. | 12    |
| Марія Парсенюк       | Київ                | 22  | 1.74 м. | 13    |
| Катерина Лисенко     | Київ                | 27  | 1.75 м. | 14    |
| Катерина Юсупова     | Київ                | 24  | 1.81 м. | 15    |
| Світлана Мелашич     | Новгород-Сіверський | 20  | 1.71 м. | 16    |

### Випуски
- Учасниця вибула за своїм бажанням

| Аліна        | Вибула  | Врятована | Пройшла  | Пройшла  | Пройшла   | Пройшла | Пройшла  | Пройшла  | Пройшла   | Імунітет | Пройшла | Пройшла | Пройшла   | Пройшла | 1 місце |  |  |  |
| Вікторія     | Кастинг | Пройшла   | Пройшла  | Імунітет | Імунітет  | Пройшла | Пройшла  | Пройшла  | Пройшла   | Пройшла  | Пройшла | Пройшла | Врятована | Пройшла | 2 місце |  |  |  |
| Аріна        | Кастинг | Пройшла   | Пройшла  | Пройшла  | Врятована | Пройшла | Пройшла  | Пройшла  | Пройшла   | Пройшла  | Пройшла | Пройшла | Пройшла   | Пройшла | 3 місце |  |  |  |
| Валерія      | Кастинг | Пройшла   | Імунітет | Пройшла  | Пройшла   | Пройшла | Пройшла  | Пройшла  | Пройшла   | Пройшла  | Пройшла | Пройшла | Пройшла   | Вибула  |         |  |  |  |
| Ганна        | Кастинг | Пройшла   | Пройшла  | Пройшла  | Пройшла   | Пройшла | Імунітет | Пройшла  | Номінація | Пройшла  | Пройшла | Вибула  |           |         |         |  |  |  |
| Карина       | Кастинг | Пройшла   | Пройшла  | Пройшла  | Імунітет  | Пройшла | Пройшла  | Пройшла  | Імунітет  | Пройшла  | Вибула  |         |           |         |         |  |  |  |
| Анастасія П. | Кастинг | Пройшла   | Пройшла  | Пройшла  | Пройшла   | Пройшла | Пройшла  | Пройшла  | Пройшла   | Вибула   |         |         |           |         |         |  |  |  |
| Ніна         | Кастинг | Пройшла   | Пройшла  | Пройшла  | Імунітет  | Пройшла | Пройшла  | Імунітет | Вибула    |          |         |         |           |         |         |  |  |  |
| Нантіна      | Кастинг | Пройшла   | Пройшла  | Пройшла  | Пройшла   | Пройшла | Пройшла  | Вибула   |           |          |         |         |           |         |         |  |  |  |
| Анастасія Т. | Кастинг | Пройшла   | Пройшла  | Пройшла  | Імунітет  | Пройшла | Пройшла  | Вибула   |           |          |         |         |           |         |         |  |  |  |
| Катерина К.  | Кастинг | Пройшла   | Пройшла  | Пройшла  | Імунітет  | Пройшла | Вибула   |          |           |          |         |         |           |         |         |  |  |  |
| Марина       | Кастинг | Пройшла   | Пройшла  | Пройшла  | Імунітет  | Вибула  |          |          |           |          |         |         |           |         |         |  |  |  |
| Марія        | Кастинг | Пройшла   | Пройшла  | Вибула   |           |         |          |          |           |          |         |         |           |         |         |  |  |  |
| Катерина Л.  | Кастинг | Пройшла   | Вибула   |          |           |         |          |          |           |          |         |         |           |         |         |  |  |  |
| Катерина Ю.  | Кастинг | Вибула    |          |          |           |         |          |          |           |          |         |         |           |         |         |  |  |  |
| Світлана     | Кастинг | Вибула    |          |          |           |         |          |          |           |          |         |         |           |         |         |  |  |  |

## Супермодель по-українськи 3 сезон
- Переможниця
- 2 місце
- 3 місце
- Вибули

| Учасниця           | Рідне місто | Вік | Зріст   | Команда | Місце |
| ------------------ | ----------- | --- | ------- | ------- | ----- |
| Марія Гребенюк     | Київ        | 18  | 1.81 м. | Річарда | 1     |
| Дар'я Майстренко   | Канів       | 17  | 1.76 м. | Сергія  | 2     |
| Світлана Косовська | Одеса       | 23  | 1.75 м. | Річарда | 3     |
| Катерина Свинарчук | Чернівці    | 17  | 1.67 м. | Соні    | 4     |
| Олександра Літвін  | Київ        | 17  | 1.73 м. | Соні    | 5     |
| Олександра Кугат   | Одеса       | 21  | 1.75 м. | Річарда | 6     |
| Юлія Мочалова      | Лубни       | 18  | 1.78 м. | Соні    | 7     |
| Ірина Ротар        | Кривий Ріг  | 18  | 1.78 м. | Річарда | 8     |
| Еммі Грейс         | Київ        | 26  | 1.75 м. | Соні    | 9     |
| Аліна Міляєва      | Миколаїв    | 17  | 1.75 м. | Сергія  | 10    |
| Ольга Голуб        | Харків      | 21  | 1.76 м. | Річарда | 11    |
| Юлія Чорнобиль     | Рівне       | 24  | 1.75 м. | Сергія  | 12    |
| Анна Тихомирова    | Київ        | 23  | 1.65 м. | Сергія  | 13    |
| Вікторія Глоба     | Запоріжжя   | 21  | 1.70 м. | Соні    | 14-15 |
| Юлія Щедріна       | Мукачеве    | 17  | 1.70 м. | Річарда | 14-15 |

### Випуски
- Команда Річарда
- Команда Соні
- Команда Сергія

| Учасниці      | Випуски          | Випуски          | Випуски          | Випуски          | Випуски          | Випуски          | Випуски          | Випуски          | Випуски          | Випуски           | Випуски           | Випуски           | Випуски           | Випуски           | Випуски           |  |  |
| Учасниці      | 1-й вип. (26.08) | 2-й вип. (02.09) | 3-й вип. (09.09) | 4-й вип. (16.09) | 5-й вип. (23.09) | 6-й вип. (30.09) | 7-й вип. (07.10) | 8-й вип. (14.10) | 9-й вип. (21.10) | 10-й вип. (28.10) | 11-й вип. (04.11) | 12-й вип. (11.11) | 13-й вип. (18.11) | 14-й вип. (25.11) | 15-й вип. (02.12) |  |  |
| ------------- | ---------------- | ---------------- | ---------------- | ---------------- | ---------------- | ---------------- | ---------------- | ---------------- | ---------------- | ----------------- | ----------------- | ----------------- | ----------------- | ----------------- | ----------------- |  |  |
| Марія         | Кастинг          | Пройшла          | Пройшла          | Пройшла          | Пройшла          | Пройшла          | Пройшла          | Пройшла          | Пройшла          | Імунітет          | Вибула            |                   | Повернена         | Пройшла           | 1 місце           |  |  |
| Дар'я         | Кастинг          | Пройшла          | Пройшла          | Пройшла          | Пройшла          | Пройшла          | Пройшла          | Імунітет         | Пройшла          | Пройшла           | Пройшла           | Пройшла           | Пройшла           | Врятована         | 2 місце           |  |  |
| Світлана      | Кастинг          | Пройшла          | Пройшла          | Пройшла          | Пройшла          | Імунітет         | Номінація        | Пройшла          | Номінація        | Імунітет          | Номінація         | Пройшла           | Пройшла           | Пройшла           | 3 місце           |  |  |
| Катерина      | Кастинг          | Пройшла          | Пройшла          | Пройшла          | Пройшла          | Пройшла          | Пройшла          | Пройшла          | Пройшла          | Номінація         | Пройшла           | Пройшла           | Вибула            |                   |                   |  |  |
| Олександра Л. | Кастинг          | Пройшла          | Пройшла          | Пройшла          | Пройшла          | Пройшла          | Пройшла          | Пройшла          | Пройшла          | Пройшла           | Пройшла           | Пройшла           | Вибула            |                   |                   |  |  |
| Олександра К. | Кастинг          | Пройшла          | Пройшла          | Пройшла          | Пройшла          | Пройшла          | Пройшла          | Номінація        | Пройшла          | Пройшла           | Пройшла           | Вибула            |                   |                   |                   |  |  |
| Юлія М.       | Кастинг          | Пройшла          | Пройшла          | Пройшла          | Пройшла          | Пройшла          | Пройшла          | Пройшла          | Врятована        | Вибула            |                   |                   |                   |                   |                   |  |  |
| Ірина         | Кастинг          | Пройшла          | Пройшла          | Пройшла          | Пройшла          | Номінація        | Пройшла          | Вибула           |                  |                   |                   |                   |                   |                   |                   |  |  |
| Еммі          | Кастинг          | Пройшла          | Пройшла          | Пройшла          | Номінація        | Пройшла          | Вибула           |                  |                  |                   |                   |                   |                   |                   |                   |  |  |
| Аліна         | Кастинг          | Пройшла          | Пройшла          | Номінація        | Пройшла          | Вибула           |                  |                  |                  |                   |                   |                   |                   |                   |                   |  |  |
| Ольга         | Кастинг          | Пройшла          | Номінація        | Пройшла          | Вибула           |                  |                  |                  |                  |                   |                   |                   |                   |                   |                   |  |  |
| Юлія Ч.       | Кастинг          | Пройшла          | Пройшла          | Вибула           |                  |                  |                  |                  |                  |                   |                   |                   |                   |                   |                   |  |  |
| Анна          | Кастинг          | Пройшла          | Вибула           |                  |                  |                  |                  |                  |                  |                   |                   |                   |                   |                   |                   |  |  |
| Вікторія      | Кастинг          | Вибула           |                  |                  |                  |                  |                  |                  |                  |                   |                   |                   |                   |                   |                   |  |  |
| Юлія          | Кастинг          | Вибула           |                  |                  |                  |                  |                  |                  |                  |                   |                   |                   |                   |                   |                   |  |  |

## Топ-модель по-українськи 4 сезон
З 1 вересня розпочинається "Топ-модель по-українськи", де дівчата борються нарівні хлопців. "-Топ-модель по-українськи" — модельне реаліті-шоу, яке дає можливість підкорити світ високої моди, — оголошує сезон на рівних. У ньому за перемогу борються хлопці і дівчата з різних куточків України. Ніяких команд — кожен сам за себе. Вершать долі учасників ведуча реаліті-шоу Алла Костромічева та експерти Сергій Нікітюк, Соня Плакидюк, Костянтин Боровський.
- Переможець
- 2 місце
- 3 місце
- Вибули

| Учасники            | Рідне місто         | Вік | Зріст   | Місце |
| ------------------- | ------------------- | --- | ------- | ----- |
| Самвел Туманян      | Гостомель           | 19  | 1.85 м. | 1     |
| Вікторія Рогальчук  | Київ                | 17  | 1.65 м. | 2     |
| Святослав Бойко     | Стрий               | 27  | 1.83 м. | 3     |
| Реван Палюх         | Львів               | 19  | 1.94 м. | 4     |
| Олена Феофанова     | Донецьк             | 20  | 1.70 м. | 5     |
| Сергій Пістрий      | Біла Церква         | 22  | 1.85 м. | 6     |
| Марія Шевченко      | Линовиця            | 19  | 1.85 м. | 7     |
| Анастасія Гладченко | Дніпро              | 17  | 1.74 м. | 8-9   |
| Дмитро Харламов     | Кременчук           | 21  | 1.84 м. | 8-9   |
| Данило Золотов      | Сєвєродонецьк       | 20  | 1.87 м. | 10    |
| Максим Сосновський  | Могилів-Подільський | 23  | 1.86 м. | 11-12 |
| Ірина Мойсак        | Стрий               | 20  | 1.76 м. | 11-12 |
| Катерина Пригода    | Полтава             | 24  | 1.70 м. | 13    |
| Єлизавета Доронько  | Харків              | 19  | 1.81 м. | 14    |
| Анастасія Панова    | Кривий Ріг          | 22  | 1.76 м. | 15    |
| Владислав Дунаєв    | Канів               | 18  | 1.83 м. | 16-17 |
| Михайло Кухарчук    | Рівне               | 20  | 1.83 м. | 16-17 |
| Ірина Симчич        | Івано-Франківськ    | 19  | 1.74 м. | 18    |
| Дмитро Заболотський | Мелітополь          | 21  | 1.89 м. | 19    |
| Карина Крилюк       | Рівне               | 19  | 1.80 м. | 20    |

### Випуски
- Учасник вибув за своїм бажанням

| Учасники     | Випуски          | Випуски          | Випуски          | Випуски          | Випуски          | Випуски          | Випуски          | Випуски          | Випуски          | Випуски           | Випуски           | Випуски           | Випуски           | Випуски           | Випуски           | Випуски           | Випуски           | Випуски           |
| Учасники     | 1-й вип. (01.09) | 2-й вип. (08.09) | 3-й вип. (15.09) | 4-й вип. (22.09) | 5-й вип. (29.09) | 6-й вип. (06.10) | 7-й вип. (13.10) | 8-й вип. (20.10) | 9-й вип. (27.10) | 10-й вип. (03.11) | 11-й вип. (10.11) | 12-й вип. (17.11) | 13-й вип. (24.11) | 14-й вип. (01.12) | 15-й вип. (08.12) | 16-й вип. (15.12) | 17-й вип. (22.12) | 18-й вип. (29.12) |
| ------------ | ---------------- | ---------------- | ---------------- | ---------------- | ---------------- | ---------------- | ---------------- | ---------------- | ---------------- | ----------------- | ----------------- | ----------------- | ----------------- | ----------------- | ----------------- | ----------------- | ----------------- | ----------------- |
| Самвел       | Кастинг          | Пройшов          | Пройшов          | Пройшов          | Пройшов          | Пройшов          | Пройшов          | Врятований       | Пройшов          | Пройшов           | Пройшов           | Пройшов           | Пройшов           | Імунітет          | Пройшов           | Номінація         | Номінація         | 1 місце           |
| Вікторія     | Кастинг          | Пройшла          | Пройшла          | Номінація        | Пройшла          | Пройшла          | Імунітет         | Пройшла          | Пройшла          | Пройшла           | Пройшла           | Пройшла           | Пройшла           | Пройшла           | Номінація         | Пройшла           | Пройшла           | 2 місце           |
| Святослав    | Кастинг          | Пройшов          | Номінація        | Пройшов          | Пройшов          | Пройшов          | Пройшов          | Пройшов          | Пройшов          | Пройшов           | Пройшов           | Пройшов           | Пройшов           | Пройшов           | Пройшов           | Пройшов           | 3 місце           |                   |
| Реван        | Кастинг          | Пройшов          | Пройшов          | Пройшов          | Пройшов          | Пройшов          | Пройшов          | Пройшов          | Пройшов          | Пройшов           | Пройшов           | Врятований        | Номінація         | Пройшов           | Пройшов           | Пройшов           | Вибув             |                   |
| Олена        | Кастинг          | Пройшла          | Пройшла          | Пройшла          | Пройшла          | Пройшла          | Пройшла          | Пройшла          | Пройшла          | Пройшла           | Пройшла           | Пройшла           | Пройшла           | Номінація         | Пройшла           | Вибула            |                   |                   |
| Сергій       | Кастинг          | Пройшов          | Імунітет         | Імунітет         | Імунітет         | Пройшов          | Пройшов          | Номінація        | Пройшов          | Номінація         | Пройшов           | Пройшов           | Номінація         | Пройшов           | Вибув             |                   |                   |                   |
| Марія        | Кастинг          | Пройшла          | Пройшла          | Пройшла          | Пройшла          | Пройшла          | Пройшла          | Пройшла          | Номінація        | Пройшла           | Номінація         | Пройшла           | Пройшла           | Вибула2           |                   |                   |                   |                   |
| Анастасія Г. | Кастинг          | Пройшла          | Пройшла          | Пройшла          | Пройшла          | Пройшла          | Пройшла          | Пройшла          | Пройшла          | Пройшла           | Пройшла           | Пройшла           | Вибула            |                   |                   |                   |                   |                   |
| Дмитро Х.    | Кастинг          | Пройшов          | Пройшов          | Пройшов          | Пройшов          | Пройшов          | Пройшов          | Пройшов          | Пройшов          | Пройшов           | Пройшов           | Номінація         | Вибув             |                   |                   |                   |                   |                   |
| Данило       | Кастинг          | Номінація        | Пройшов          | Номінація        | Пройшов          | Номінація        | Пройшов          | Пройшов          | Пройшов          | Пройшов           | Вибув             |                   |                   |                   |                   |                   |                   |                   |
| Максим       | Кастинг          | Пройшов          | Пройшов          | Номінація        | Пройшов          | Пройшов          | Номінація        | Пройшов          | Пройшов          | Вибув             |                   |                   |                   |                   |                   |                   |                   |                   |
| Ірина М.     | Кастинг          | Пройшла          | Пройшла          | Пройшла          | Пройшла          | Пройшла          | Пройшла          | Імунітет         | Пройшла          | Вибула1           |                   |                   |                   |                   |                   |                   |                   |                   |
| Катерина     | Кастинг          | Імунітет         | Пройшла          | Пройшла          | Номінація        | Пройшла          | Пройшла          | Пройшла          | Вибула           |                   |                   |                   |                   |                   |                   |                   |                   |                   |
| Єлизавета    | Кастинг          | Імунітет         | Пройшла          | Пройшла          | Пройшла          | Пройшла          | Вибула           |                  |                  |                   |                   |                   |                   |                   |                   |                   |                   |                   |
| Анастасія П. | Кастинг          | Пройшла          | Пройшла          | Пройшла          | Пройшла          | Вибула           |                  |                  |                  |                   |                   |                   |                   |                   |                   |                   |                   |                   |
| Владислав    | Кастинг          | Пройшов          | Пройшов          | Пройшов          | Вибув            |                  |                  |                  |                  |                   |                   |                   |                   |                   |                   |                   |                   |                   |
| Михайло      | Кастинг          | Пройшов          | Пройшов          | Пройшов          | Вибув            |                  |                  |                  |                  |                   |                   |                   |                   |                   |                   |                   |                   |                   |
| Ірина С.     | Кастинг          | Пройшла          | Пройшла          | Вибула           |                  |                  |                  |                  |                  |                   |                   |                   |                   |                   |                   |                   |                   |                   |
| Дмитро З.    | Кастинг          | Пройшов          | Вибув            |                  |                  |                  |                  |                  |                  |                   |                   |                   |                   |                   |                   |                   |                   |                   |
| Карина       | Кастинг          | Вибула           |                  |                  |                  |                  |                  |                  |                  |                   |                   |                   |                   |                   |                   |                   |                   |                   |

↑ : Ірина М. залишила проєкт на першому випробуванні (під час фотосесії) через погану роботу.
↑ : Марія пошкодила ногу на одному з випробувань і тому Алла була змушена розпрощатися із моделлю без права на участь у «другому шансі».

## Топ-модель по-українськи 5 сезон
У новому сезоні журі вибиратимуть хлопців та дівчат нового покоління й далі пройдуть тільки найсильніші. Учасників у цьому сезоні буде 15, а не 20.
- Переможець(-иця)
- 2 місце
- 3 місце
- Вибули

| Учасники              | Рідне місто | Вік | Зріст   | Місце |
| --------------------- | ----------- | --- | ------- | ----- |
| Яна Кутішевська       | Подільськ   | 19  | 1.76 м. | 1     |
| Катерина Польченко    | Харків      | 18  | 1.73 м. | 2     |
| Дмитро Сукач          | Саки        | 22  | 1.92 м. | 3     |
| Юлія Дихан            | Одеса       | 22  | 1.73 м. | 4     |
| Єгор Степаненко       | Шахтарськ   | 23  | 1.86 м. | 5     |
| Максим Осадчук        | Львів       | 21  | 1.86 м. | 6     |
| Дмитро Топоринський   | Васильків   | 28  | 1.86 м. | 7     |
| Ярослава Крутова      | Харків      | 24  | 1.68 м. | 8-9   |
| Денис Ковальов        | Харків      | 18  | 1.82 м. | 8-9   |
| Анна Троян            | Харків      | 21  | 1.78 м. | 10    |
| Софі Берідзе          | Батумі      | 19  | 1.75 м. | 11    |
| Сергій Гердов         | Токмак      | 26  | 1.88 м. | 12    |
| Аліса Головньова      | Харків      | 19  | 1.75 м. | 13    |
| Іван Кияниця          | Київ        | 21  | 1.85 м. | 14    |
| Езеджі Джонсон Ннамді | Харків      | 19  | 1.85 м. | 15    |

### Випуски
- Учасник вибув за своїм бажанням
- Учасник був повернутий, але вибув за своїм рішенням

| Учасники  | Випуски          | Випуски          | Випуски          | Випуски          | Випуски          | Випуски          | Випуски          | Випуски          | Випуски          | Випуски           | Випуски           | Випуски           | Випуски           | Випуски           | Випуски           | Випуски           | Випуски           | Випуски           |  |  |  |
| Учасники  | 1-й вип. (31.08) | 2-й вип. (07.09) | 3-й вип. (14.09) | 4-й вип. (21.09) | 5-й вип. (28.09) | 6-й вип. (05.10) | 7-й вип. (12.10) | 8-й вип. (19.10) | 9-й вип. (26.10) | 10-й вип. (04.11) | 11-й вип. (11.11) | 12-й вип. (18.11) | 13-й вип. (23.11) | 14-й вип. (30.11) | 15-й вип. (07.12) | 16-й вип. (14.12) | 17-й вип. (21.12) | 18-й вип. (28.12) |  |  |  |
| --------- | ---------------- | ---------------- | ---------------- | ---------------- | ---------------- | ---------------- | ---------------- | ---------------- | ---------------- | ----------------- | ----------------- | ----------------- | ----------------- | ----------------- | ----------------- | ----------------- | ----------------- | ----------------- |  |  |  |
| Яна       | Кастинг          | Кастинг          | Пройшла          | Пройшла          | Пройшла          | Імунітет         | Пройшла          | Пройшла          | Пройшла          | Пройшла           | Пройшла           | Пройшла           | Пройшла           | Номінація         | Найкраща          | Найкраща          | Пройшла           | 1 місце           |  |  |  |
| Катерина  | Кастинг          | Кастинг          | Пройшла          | Пройшла          | Найкраща         | Імунітет         | Пройшла          | Пройшла          | Пройшла          | Номінація         | Пройшла           | Номінація         | Найкраща          | Найкраща          | Номінація         | Номінація         | Пройшла           | 2 місце           |  |  |  |
| Дмитро C. | Кастинг          | Кастинг          | Пройшов          | Пройшов          | Номінація        | Пройшов          | Пройшов          | Пройшов          | Найкращий        | Вибув             | Повернений        | Пройшов           | Пройшов           | Пройшов           | Пройшов           | Пройшов           | 3 місце           |                   |  |  |  |
| Юлія      | Кастинг          | Кастинг          | Пройшла          | Пройшов          | Пройшла          | Імунітет         | Номінація        | Пройшла          | Пройшла          | Найкраща          | Найкраща          | Пройшла           | Номінація         | Пройшла           | Повернена         | Вибула            |                   |                   |  |  |  |
| Єгор      | Кастинг          | Кастинг          | Пройшов          | Пройшов          | Пройшов          | Номінація        | Пройшов          | Пройшов          | Пройшов          | Пройшов           | Номінація         | Найкращий         | Пройшов           | Вибув             |                   |                   |                   |                   |  |  |  |
| Максим    | Кастинг          | Кастинг          | Пройшов          | Пройшов          | Пройшов          | Пройшов          | Пройшов          | Номінація        | Номінація        | Пройшов           | Імунітет          | Номінація         | Вибув             |                   |                   |                   |                   |                   |  |  |  |
| Дмитро T. | Кастинг          | Кастинг          | Пройшов          | Пройшов          | Пройшов          | Пройшов          | Пройшов          | Найкращий        | Пройшов          | Пройшов           | Пройшов           | Вибув             |                   |                   |                   |                   |                   |                   |  |  |  |
| Ярослава  | Кастинг          | Кастинг          | Пройшла          | Номінація        | Пройшла          | Найкраща         | Пройшла          | Пройшла          | Пройшла          | Пройшла           | Вибула            |                   |                   |                   |                   |                   |                   |                   |  |  |  |
| Денис     | Кастинг          | Кастинг          | Пройшов          | Найкращий        | Пройшов          | Вибув            |                  |                  |                  |                   | Вибув             |                   |                   |                   |                   |                   |                   |                   |  |  |  |
| Анна      | Кастинг          | Кастинг          | Пройшла          | Імунітет         | Пройшла          | Імунітет         | Пройшла          | Пройшла          | Вибула           |                   |                   |                   |                   |                   |                   |                   |                   |                   |  |  |  |
| Софі      | Кастинг          | Кастинг          | Пройшла          | Пройшла          | Пройшла          | Імунітет         | Пройшла          | Вибула           |                  |                   |                   |                   |                   |                   |                   |                   |                   |                   |  |  |  |
| Сергій    | Кастинг          | Кастинг          | Пройшов          | Пройшов          | Пройшов          | Пройшов          | Вибув            |                  |                  |                   |                   |                   |                   |                   |                   |                   |                   |                   |  |  |  |
| Аліса     | Кастинг          | Кастинг          | Номінація        | Пройшла          | Вибула           |                  |                  |                  |                  |                   |                   |                   |                   |                   |                   |                   |                   |                   |  |  |  |
| Іван      | Кастинг          | Кастинг          | Пройшов          | Вибув            |                  |                  |                  |                  |                  |                   |                   |                   |                   |                   |                   |                   |                   |                   |  |  |  |
| Джонні    | Кастинг          | Кастинг          | Вибув            |                  |                  |                  |                  |                  |                  |                   |                   |                   |                   |                   |                   |                   |                   |                   |  |  |  |

## Топ-модель по-українськи 6 сезон
У новому сезоні будуть змагатися тільки дівчата за титул нової топмоделі.
- Переможниця
- 2 місце
- 3 місце
- Вибули

| Учасниця             | Рідне місто   | Вік | Зріст   | Місце |
| -------------------- | ------------- | --- | ------- | ----- |
| Мальвіна Чукля       | Байраки       | 25  | 1.78 м. | 1     |
| Наташа Масловська    | Харків        | 17  | 1.72 м. | 2     |
| Катерина Куліченко   | Запоріжжя     | 25  | 1.78 м. | 3     |
| Катерина Чечеленко   | Київ          | 16  | 1.72 м. | 4     |
| Дарина Герасимчук    | Полонне       | 16  | 1.84 м. | 5     |
| Анастасія Руда       | Одеса         | 24  | 1.73 м. | 6     |
| Юлія Біньковська     | Луцьк         | 25  | 1.81 м. | 7     |
| Аміна Досімбаєва     | Алмати        | 22  | 1.79 м. | 8     |
| Єлизавета Безкровна  | Новомосковськ | 16  | 1.80 м. | 9     |
| Маргарита Верховцева | Херсон        | 18  | 1.76 м. | 10    |
| Ярина Самарик        | Львів         | 16  | 1.82 м. | 11    |
| Анастасія Лєухіна    | Харків        | 19  | 1.73 м. | 12    |
| Марія Міхєєва        | Харків        | 23  | 1.71 м. | 13    |
| Наталія Савченко     | Ізмаїл        | 22  | 1.81 м. | 14    |
| Анастасія Лазарєва   | Маріуполь     | 23  | 1.74 м. | 15-16 |
| Дарина Дідович       | Харків        | 23  | 1.78 м. | 15-16 |
| Карина Дячук         | Одеса         | 17  | 1.75 м. | 17    |

### Випуски
- Учасниця залишила проєкт за власним бажанням

| Учасниці      | Випуски          | Випуски          | Випуски          | Випуски          | Випуски          | Випуски          | Випуски          | Випуски          | Випуски          | Випуски           | Випуски           | Випуски           | Випуски             | Випуски           | Випуски           | Випуски           | Випуски           | Випуски           |  |
| Учасниці      | 1-й вип. (30.08) | 2-й вип. (06.09) | 3-й вип. (13.09) | 4-й вип. (20.09) | 5-й вип. (27.09) | 6-й вип. (04.10) | 7-й вип. (11.10) | 8-й вип. (18.10) | 9-й вип. (25.10) | 10-й вип. (01.11) | 11-й вип. (08.11) | 12-й вип. (15.11) | 13-й вип. (22.11) 1 | 14-й вип. (29.11) | 15-й вип. (06.12) | 16-й вип. (13.12) | 17-й вип. (20.12) | 18-й вип. (27.12) |  |
| ------------- | ---------------- | ---------------- | ---------------- | ---------------- | ---------------- | ---------------- | ---------------- | ---------------- | ---------------- | ----------------- | ----------------- | ----------------- | ------------------- | ----------------- | ----------------- | ----------------- | ----------------- | ----------------- |  |
| Мальвіна      | Кастинг          | Кастинг          | Імунітет         | Вибула           |                  |                  | Повернена        | Пройшла          | Пройшла          | Найкраща          | Найкраща          | Пройшла           | Пройшла             | Номінація         | Пройшла           | Найкраща          | Пройшла           | 1 місце           |  |
| Наталія М.    | Кастинг          | Кастинг          | Пройшла          | Пройшла          | Пройшла          | Пройшла          | Пройшла          | Імунітет         | Найкраща         | Пройшла           | Врятована         | Пройшла           | Пройшла             | Найкраща          | Пройшла           | Номінація         | Врятована         | 2 місце           |  |
| Катерина К.   | Кастинг          | Кастинг          | Пройшла          | Пройшла          | Пройшла          | Імунітет         | Номінація        | Пройшла          | Пройшла          | Пройшла           | Номінація         | Пройшла           | Найкраща            | Пройшла           | Найкраща          | Пройшла           | Найкраща          | 3 місце           |  |
| Катерина Ч.   | Кастинг          | Кастинг          | Пройшла          | Номінація        | Пройшла          | Пройшла          | Пройшла          | Імунітет         | Пройшла          | Номінація         | Пройшла           | Найкраща          | Пройшла             | Пройшла           | Номінація         | Вибула            |                   |                   |  |
| Дарина Г.     | Кастинг          | Кастинг          | Пройшла          | Пройшла          | Пройшла          | Пройшла          | Найкраща         | Пройшла          | Пройшла          | Пройшла           | Пройшла           | Пройшла           | Пройшла             | Імунітет          | Вибула            |                   |                   |                   |  |
| Анастасія Р.  | Кастинг          | Кастинг          | Пройшла          | Пройшла          | Пройшла          | Пройшла          | Пройшла          | Найкраща         | Пройшла          | Пройшла           | Пройшла           | Номінація         | Пройшла             | Вибула            |                   |                   |                   |                   |  |
| Юлія          | Кастинг          | Кастинг          | Пройшла          | Номінація        | Пройшла          | Номінація        | Пройшла          | Імунітет         | Пройшла          | Пройшла           | Пройшла           | Пройшла           | Вибула              |                   |                   |                   |                   |                   |  |
| Аміна         | Кастинг          | Кастинг          | Пройшла          | Пройшла          | Пройшла          | Імунітет         | Пройшла          | Пройшла          | Номінація        | Пройшла           | Пройшла           | Вибула            |                     |                   |                   |                   |                   |                   |  |
| Єлизавета     | Кастинг          | Кастинг          | Пройшла          | Пройшла          | Номінація        | Пройшла          | Пройшла          | Номінація        | Пройшла          | Вибула            |                   |                   |                     |                   |                   |                   |                   |                   |  |
| Маргарита     | Кастинг          | Кастинг          | Пройшла          | Номінація        | Пройшла          | Пройшла          | Пройшла          | Пройшла          | Вибула           |                   |                   |                   |                     |                   |                   |                   |                   |                   |  |
| Ярина         | Кастинг          | Кастинг          | Пройшла          | Пройшла          | Пройшла          | Пройшла          | Пройшла          | Вибула           |                  |                   |                   |                   |                     |                   |                   |                   |                   |                   |  |
| Анастасія Лє. | Кастинг          | Кастинг          | Пройшла          | Пройшла          | Пройшла          | Пройшла          | Вибула           |                  |                  |                   |                   |                   |                     |                   |                   |                   |                   |                   |  |
| Марія         | Кастинг          | Кастинг          | Пройшла          | Пройшла          | Пройшла          | Вибула           |                  |                  |                  |                   |                   |                   |                     |                   |                   |                   |                   |                   |  |
| Наталія С.    | Кастинг          | Кастинг          | Пройшла          | Пройшла          | Вибула           |                  |                  |                  |                  |                   |                   |                   |                     |                   |                   |                   |                   |                   |  |
| Анастасія Ла. | Кастинг          | Кастинг          | Пройшла          | Вибула           |                  |                  |                  |                  |                  |                   |                   |                   |                     |                   |                   |                   |                   |                   |  |
| Дарина Д.     | Кастинг          | Кастинг          | Номінація        | Вибула           |                  |                  |                  |                  |                  |                   |                   |                   |                     |                   |                   |                   |                   |                   |  |
| Карина        | Кастинг          | Кастинг          | Вибула           |                  |                  |                  |                  |                  |                  |                   |                   |                   |                     |                   |                   |                   |                   |                   |  |

↑ : Експерти не змогли визначити двох гірших учасниць за результатами трьох основних випробувань цього випуску. Тому всі учасниці брали участь у випробуванні «Останній шанс» (відповідно, потрапивши в номінацію) і тільки після цього експерти змогли визначити найкращу і найгіршу, остання — вибула з проєкту.

## Супер топ-модель по-українськи 7 сезон
Учасниці із попередніх сезонів стають учасницями цього сезону. Перемогла модель з Миколаєва Тетяна Брик.
- Переможниця
- 2 місце
- Вибули

| Учасниця                | Рідне місто | Вік | Зріст   | Сезон | Місце |
| ----------------------- | ----------- | --- | ------- | ----- | ----- |
| Тетяна Брик             | Миколаїв    | 22  | 1.78 м. | 1     | 1     |
| Олександра Літвін       | Київ        | 20  | 1.73 м. | 3     | 2     |
| Дар'я Майстренко        | Канів       | 21  | 1.78 м. | 3     | 3     |
| Ірина Мойсак            | Стрий       | 23  | 1.77 м. | 4     | 4-5   |
| Аріна Любітєлєва        | Кривий Ріг  | 22  | 1.80 м. | 2     | 4-5   |
| Маргарита Верховцева    | Херсон      | 20  | 1.76 м. | 6     | 6-7   |
| Олександра Кугат        | Одеса       | 24  | 1.75 м. | 3     | 6-7   |
| Аміна Досімбаєва        | Алмати      | 24  | 1.79 м. | 6     | 8-10  |
| Вікторія Рогальчук      | Київ        | 20  | 1.69 м. | 4     | 8-10  |
| Софі Берідзе            | Батумі      | 21  | 1.75 м. | 5     | 8-10  |
| Ірина Ротар             | Кривий Ріг  | 21  | 1.78 м. | 3     | 11    |
| Анастасія Панова        | Кривий Ріг  | 25  | 1.75 м. | 4     | 12    |
| Анастасія Лєухіна       | Харків      | 20  | 1.73 м. | 6     | 13    |
| Катерина Чечеленко      | Київ        | 17  | 1.74 м. | 6     | 14    |
| Анна-Христина Прихідько | Львів       | 25  | 1.75 м. | 1     | 15-20 |
| Анна Суліма             | Кривий Ріг  | 22  | 1.72 м. | 2     | 15-20 |
| Карина Данилова         | Кривий Ріг  | 25  | 1.75 м. | 1     | 15-20 |
| Карина Мінаєва          | Ромашкине   | 28  | 1.76 м. | 1     | 15-20 |
| Єлизавета Доронько      | Харків      | 22  | 1.81 м. | 4     | 15-20 |
| Катерина Свинарчук      | Чернівці    | 20  | 1.67 м. | 3     | 15-20 |

### Випуски
- Учасниця вибула за своїм бажанням
- Учасницю було дискваліфіковано

| Тетяна        | Імунітет  | Пройшла   | Пройшла   | Найкраща  | Пройшла   | Пройшла  | Найкраща  | Пройшла   | Найкраща | 1 місце |  |  |  |  |  |  |  |  |  |  |  |  |  |
| Олександра Л. | Пройшла   | Пройшла   | Пройшла   | Пройшла   | Пройшла   | Пройшла  | Пройшла   | Пройшла   | Найкраща | 2 місце |  |  |  |  |  |  |  |  |  |  |  |  |  |
| Дар'я         | Імунітет  | Пройшла   | Пройшла   | Вибула    |           |          | Повернена | Найкраща  | Найкраща | 3 місце |  |  |  |  |  |  |  |  |  |  |  |  |  |
| Ірина М.      | Пройшла   | Пройшла   | Пройшла   | Пройшла   | Пройшла   | Найкраща | Номінація | Номінація | Вибула   |         |  |  |  |  |  |  |  |  |  |  |  |  |  |
| Аріна         | Номінація | Пройшла   | Пройшла   | Пройшла   | Найкраща  | Пройшла  | Пройшла   | Номінація | Вибула   |         |  |  |  |  |  |  |  |  |  |  |  |  |  |
| Маргарита     | Імунітет  | Найкраща  | Пройшла   | Номінація | Пройшла   | Пройшла  | Вибула    |           |          |         |  |  |  |  |  |  |  |  |  |  |  |  |  |
| Олександра К. | Найкраща  | Пройшла   | Пройшла   | Пройшла   | Пройшла   | Пройшла  | Вибула    |           |          |         |  |  |  |  |  |  |  |  |  |  |  |  |  |
| Аміна         | Імунітет  | Пройшла   | Пройшла   | Пройшла   | Номінація | Вибула   |           |           |          |         |  |  |  |  |  |  |  |  |  |  |  |  |  |
| Вікторія      | Пройшла   | Пройшла   | Найкраща  | Пройшла   | Пройшла   | Вибула   |           |           |          |         |  |  |  |  |  |  |  |  |  |  |  |  |  |
| Софі          | Імунітет  | Номінація | Пройшла   | Пройшла   | Пройшла   | Вибула   |           |           |          |         |  |  |  |  |  |  |  |  |  |  |  |  |  |
| Ірина Р.      | Пройшла   | Номінація | Номінація | Пройшла   | Вибула    |          |           |           |          |         |  |  |  |  |  |  |  |  |  |  |  |  |  |
| Анастасія П.  | Пройшла   | Пройшла   | Вибула    |           |           |          |           |           |          |         |  |  |  |  |  |  |  |  |  |  |  |  |  |
| Анастасія Л.  | Номінація | Вибула    |           |           |           |          |           |           |          |         |  |  |  |  |  |  |  |  |  |  |  |  |  |
| Катерина Ч.   | Імунітет  | Вибула    |           |           |           |          |           |           |          |         |  |  |  |  |  |  |  |  |  |  |  |  |  |
| Анна-Христина | Вибула    |           |           |           |           |          |           |           |          |         |  |  |  |  |  |  |  |  |  |  |  |  |  |
| Анна          | Вибула    |           |           |           |           |          |           |           |          |         |  |  |  |  |  |  |  |  |  |  |  |  |  |
| Карина Д.     | Вибула    |           |           |           |           |          |           |           |          |         |  |  |  |  |  |  |  |  |  |  |  |  |  |
| Карина М.     | Вибула    |           |           |           |           |          |           |           |          |         |  |  |  |  |  |  |  |  |  |  |  |  |  |
| Єлизавета     | Вибула    |           |           |           |           |          |           |           |          |         |  |  |  |  |  |  |  |  |  |  |  |  |  |
| Катерина С.   | Вибула    |           |           |           |           |          |           |           |          |         |  |  |  |  |  |  |  |  |  |  |  |  |  |

## Критика й скандали
Модельне шоу неодноразово піддавалося критиці. Глядачі та учасники зазначали, що учасниць часто ображали через їхню зовнішність, що призводило до проблем зі здоров'ям. Крім того, повернення деяких учасниць на проєкт викликало обурення серед глядачів та учасників, які вважали це несправедливим.

#### Сезон 1
У дебютному сезоні проявилися гострі проблеми дискримінації. Учасниця Каріна Мінаєва зазнала цькування через свою трансгендерність. Учасниця Ірина Журавльова зазнала жорсткого бодішеймінгу.
У 12-му випуску учасниці мали позувати оголеними з трьома чоловіками-моделями. Учасниці Таня Брик та Влада Печерицина були неповнолітніми, що викликало значну критику.

#### Сезон 2
У 2-му випуску Світлана Мелашич за власним бажанням покинула проєкт через цькування Анною Сулімою та Ариною Любітєлєвою. ЇЇ неординарність вони назвали "психічним розладом".
Також у цьому сезоні тричі повертали учасницю Аліну Панюту, яка згодом отримала перемогу в проєкті.

#### Сезон 3
В 11-му випуску учасниця Марія Гребенюк залишила проєкт, програвши в номінації. У 13-му випуску її раптово повернули до шоу. Це було обґрунтовано тим, що Машу вигнали несправедливо (тоді рішення ухвалило аматорське журі). Зрештою вона стала переможницею цього сезону.

#### Сезон 4
Перед 4-м сезоном відбувся ребрендинг, і тепер у шоу могли брати участь чоловіки. Однак це рішення викликало критику фанатів, оскільки увага була зосереджена на стосунках між учасниками, а не на моделінгу.
Учасниця Олена Феофанова заявила, що проєкт "Топмодель по-українськи" став для неї психологічною катастрофою, оскільки її цькували продюсери, учасники та судді: "Я досі не дивилася окремі епізоди з моєю участю, бо події в них завдали мені моральної травми. Я ще не почувалася більш беззахисною, ніж у той момент, коли на мене напала учасниця, а купа дорослих, здорових людей зі знімальної команди, яких я просила її відсторонити, холоднокровно та цинічно знімали те, що відбувається, на камеру.... Я не хочу повертатися в цей бруд, знову терпіти побої, вестися на маніпуляції сценаристів: «Зроби ось це, і я обіцяю тобі, що на моєму тижні ти потрапиш в кімнату радості», спілкуватися з психологом, який усі наші таємниці використовував потім проти нас, зливаючи отриману інформацію драматургам проєкту".

#### Сезон 5
Цей сезон піддався різкій критиці за насильство та знущання. У результаті перед 6-м сезоном було організовано голосування "Хто повинен взяти участь у новому сезоні: чоловіки, жінки, чи обидві статі?".
Учасник Максим Осадчук заявив, що мав сексуальні стосунки з деякими членами команди "Топмодель по-українськи", завдяки чому потрапив до топ-6.

#### Сезон 6
У 7-му випуску сталася нічна бійка, яка викликала обурення фанатів. У результаті перед 7-м сезоном було введено правило, яке забороняло насильство.
Переможниця сезону Мальвіна Чукля (яку теж повертали до проєкту) мала отримати контракт з KModels, 100 000 гривень та екскурсію до Нью-Йорка. Однак вона отримала лише 100 000 гривень, а її поїздка мала відбутися навесні 2020 року. Вона заявила, що шоу обдурило її.

#### Сезон 7
Перед 7-м сезоном відбулося значне скорочення бюджету. Крім того, це був єдиний сезон, знятий під час пандемії COVID-19.
У цьому сезоні повинні були брати участь конкурсантки Іра Симчич, Катя Польченко та Аліса Головньова. Однак їм було відмовлено. Наприклад, Іру Симчич за день до початку знімань замінила Іра Мойсак.
У 2-му випуску учасниця Катя Чечеленко була дискваліфікована за неприйнятну поведінку на фотосесії. Однак ця дискваліфікація була сильно розкритикована фанатами, оскільки фотограф домагався її, і в Каті не було провини.
У 7-му випуску Дар'ю Майстренко повернули в шоу. Однак її повернення негативно сприйняли глядачі та учасниці, оскільки протягом попередніх чотирьох випусків вона нічого не зробила в плані прогресу.
Учасниця конкурсу Анастасія Леухіна заявила, що проєкт її зіпсував і призвів до анорексії.
↑ : Цього тижня Алла зазначила, що усі учасниці не тільки проходять у фінал, а й стають кращими.
1. ↑  Миколаївчанка Тетяна Брик - переможниця “Супер ТОП-модель по-українськи” Миколаїв. mykolayivchanka.com.ua (укр.). Архів оригіналу за 14 квітня 2021. Процитовано 31 березня 2021.
2. ↑  Ира Южная (Ira Yuzhnaya) (18 березня 2021), ВСЕ спорные моменты Супермодель По-украински 1 сезон, процитовано 12 грудня 2024
3. ↑  Instagram. www.instagram.com. Процитовано 8 січня 2025.
4. ↑  TYPICAL MODELING (3 травня 2019), БЫЛО ИЛИ НЕ БЫЛО - Юля Дыхан и Максим Осадчук / Жизнь после шоу / Топ-модель по-украински, процитовано 12 грудня 2024
5. ↑  ANDY GOLDRED. ANDY GOLDRED (рос.). Процитовано 12 грудня 2024.
6. ↑  Irin Symchych (26 листопада 2020), ГОВОРИЛИ-БАЛАКАЛИ: СОVID-19, ТМПУ, ДЕПРЕСІЯ, процитовано 12 грудня 2024
7. ↑  Sonya Khromova (7 листопада 2020), ПОДЧИНИСЬ ЧТОБЫ РАБОТАТЬ (ТОП-МОДЕЛЬ ПО-УКРАИНСКИ. СКАНДАЛ), процитовано 12 грудня 2024